# 孙西林
孙西林（1910年—1946年1月31日）原名孙锡麟，化名孙山、孙昌克，辽宁省昌图县人，中国共产党官员，中共合江省工委委员、佳木斯地区行署专员、佳木斯市副市长，遇刺身亡。

## 生平
1924年，孙西林考入奉天省立第一中学。1925年五卅运动在上海爆发，孙西林在学联的领导下参加了反帝爱国示威，自此开始参加中共领导的革命。1926年9月，孙西林考入东北大学工学院预科乙班，在校期间接受了马列主义学说，并在中共党员佟玉华等同学影响下，秘密加入中国共产主义青年团，此后在中共党组织直接领导下参与和组织校内外反对日本帝国主义的活动。
1928年底，孙西林等同学赴欧洲，孙西林到比利时学习。1931年九一八事变消息传到欧洲后，孙西林等中国留学生迅速组织了“反帝大同盟”，率华侨在比利时布鲁塞尔、列日、鲁汶和煤城等地示威游行，反对日本侵略者，遭比利时当局禁止。1932年，孙西林等主要成员被比利时驱逐出境。
此后孙西林流亡法国，在巴黎郊区一家人造丝厂当工人。该厂有200余名华工，多为不识字的穷苦工人。孙西林组织工人要求改善生活待遇，获得华工拥护。孙西林还在工人中成立了抗日救国会、红色救济会等群众团体，支援中国东北抗日。1932年秋，孙西林加入中国共产党。
1934年8月，孙西林经法国共产党中央介绍到苏联莫斯科，在外国工人出版社工作。不久，组织派他到东方劳动者共产主义大学学习马列主义理论。1936年4月，东北抗日联军第四军军长李延禄抵达莫斯科，孙西林为李延禄当秘书。此后三年间，他协助李延禄开展上层统战工作。
1936年9月，由潘汉年、李延禄、孙西林三人组成的代表团，以东北抗日联军和东北3000万同胞的名义向南京国民政府请愿，敦促蒋介石抗战。同年11月，李延禄、孙西林绕道意大利到达上海。代表团在国民政府军事委员会办公室副主任刘光召集的小型会议上汇报了东北抗日联军的情况，递交了请愿书，并提出六项要求。同时，李延禄、孙西林扩大统战工作，先后争取到宋哲元、张学良、冯玉祥支持。
1936年11月22日，上海救国会七君子被国民政府逮捕入狱。代表团以东北3000万同胞的名义提出抗议，要求立即释放七君子。西安事变后，代表团决定由孙西林草拟电文呼吁张学良、杨虎城以民族利益为重，敦促蒋介石停止内战，共同抗日。
1937年3月，周恩来两次到上海同东北抗日联军代表团研究工作。根据周恩来的指示，孙西林起草了以李延禄的名义向各省发出的通电，倡议在全国范围内组织抗日救亡团体筹备会议。6月中旬，在北平召开“东北抗日救亡总会”成立大会，孙西林等30多人当选常务委员。
八一三事变爆发后不久，因工作关系，李延禄和秘书孙西林离开上海赴东北但未果，乃转回香港。在李延禄等待上级决定期间，经中共党组织批准，孙西林和李延禄之女李万新在香港结婚。婚后不久，李延禄和孙西林奉调到武汉，准备转延安参加中共六届六中全会。
1938年底，经周恩来安排，李延禄和孙西林辗转抵达陕甘宁边区首府延安。在延安期间，孙西林曾下乡当过两年乡长。孙西林过去学的专业是冶金和法律，精通英语、法语、俄语，曾为毛泽东、周恩来担任法语翻译。
1945年抗日战争胜利后，中共中央组织了第一批赴东北的干部，孙西林和其他200人于1945年9月2日自延安启程赴东北。11月，李延禄、李范五、孙西林等人抵达佳木斯市。11月21日，合江省成立，李范五任中共合江省工委书记，李延禄任合江省政府主席，孙西林任中共合江省工委委员。
刚刚“光复”的佳木斯形势异常复杂，城内到处残垣断壁，有日伪残余势力及国民党特务暗地破坏，城外有“中央胡子”（指“光复”后接受国民政府收编的各种地方武装、土匪）横行。大资本家囤积居奇，市民生活困难。为恢复城市秩序，稳定群众生活，孙西林提出成立佳木斯市人民政府的建议，获中共合江省工委书记李范五采纳，李范五代表中共合江省工委和省政府任命董仙桥为市长、孙西林为副市长兼佳木斯地区专员。市政府刚成立，孙西林便投入繁忙的工作中，组织召开工商业者会议，宣传中共的工商政策，鼓励员工商户恢复生产营业，保障群众生活。他还到发电厂、火磨厂敦促制定恢复生产的方案。为尽早发电，给民众解决御寒用煤，孙西林亲率市政府秘书长到100多公里外的双鸭山，顶风冒雪冲破土匪重重堵截，将煤运回佳木斯。
1945年12月中旬，妻子李万新带着4岁的儿子抵达佳木斯。这时国民党军队在美国支持下已攻占山海关、锦州，并向北推进，佳木斯城内外反共组织密谋暴动、纵火、暗杀，陆续发生了隐藏在中共部队军械所的国民党特务哗变，萝北、勃力、同江等地杀害中共党政干部事件。孙西林不断叮嘱身边人员要提高警惕。
1946年1月30日，中共合江省工委书记李范五要到中共中央北满分局开会汇报工作，孙西林决定派自己唯一的警卫员护送李范五前往。1月31日清晨，孙西林上班时，将已随自己跳上马车的警卫员赶下车，并叮嘱一定要保证李范五的安全。孙西林到办公室后，随即与市长商议各项工作。10点左右，伪装混入民主大同盟的国民党特务邬捷飞以及宁宪君、沈洪福、任哲贤等人潜入佳木斯市政府大楼，任哲贤、沈洪福分守前、后门，邬捷飞率宁宪君直奔市长办公室，宁宪君首先闯入办公室，邬捷飞在宁宪君身后开枪，孙西林头部中弹当即身亡，年仅36岁。
孙西林遇刺牺牲后，佳木斯市将其遗体安葬在市内最大的公园中，将公园命名为“西林公园”，并市内一条主要道路命名为“西林大街”。

## 家庭
- 岳父：李延禄
- 妻：李万新，中国林业科学研究院副院长